# خطای‌نامه
خطای‌نامه سفرنامهٔ چینِ سید علی‌اکبر خطائی است، نوشته به سالِ ۹۲۲ هجری قمری.

## متن
شش مخطوطه از این کتاب شناخته شده است که ایرج افشار در مقدّمهٔ تصحیح خود معرّفی کرده است: یکی در قاهره، دو تا در سلیمانیه، یکی در لیدن، یکی در پاریس و یکی در استامبول.

## تراجم
در زمان سلطان مراد این کتاب به ترکی ترجمه شده است. بعدها شارل شفر سه فصلش را به فرانسوی درآورد.